# Ніви (Бидґозький повіт)
Ніви (пол. Niwy, нім. Niwie) — село в Польщі, у гміні Осельсько Бидґозького повіту Куявсько-Поморського воєводства.
Населення — 764 особи (2011).
У 1975-1998 роках село належало до Бидгощського воєводства.

## Демографія
Демографічна структура станом на 31 березня 2011 року:
|          | Загалом | Допрацездатний вік | Працездатний вік | Постпрацездатний вік |
| -------- | ------- | ------------------ | ---------------- | -------------------- |
| Чоловіки | 382     | 87                 | 271              | 24                   |
| Жінки    | 382     | 87                 | 230              | 65                   |
| Разом    | 764     | 174                | 501              | 89                   |